# Kammer-Morgen
Der Küstriner Kammer-Morgen war eine Bezeichnung für ein Flächenmaß am gleichnamigen Ort.
- 1 Kammer-Morgen = 484,4 Quadratruten (rheinländische)[1]
- 1 Kammer-Morgen = 484,51 Quadratruten (Brandenburger), etwa 7030,24 Quadratmeter
  - 1 Quadratrute (Brandenburger) = 14,18 Quadratmeter[2]